# 鉄道敷設法
鉄道敷設法（てつどうふせつほう）は、国が建設すべき鉄道路線を定めた日本の法律である。国鉄民営化により1987年（昭和62年）廃止。
1892年（明治25年）6月21日に公布された旧法（明治25年法律第4号）と、同法を廃止し新たに1922年（大正11年）4月11日に公布された新法（大正11年法律第37号。通称・改正鉄道敷設法）がある。
旧法では北海道以外の予定線33線が規定されていた（北海道については、北海道鉄道敷設法（明治29年法律第93号、1896年〈明治29年〉5月14日公布）に規定）。

## 概要
この法律は鉄道庁長官井上勝によって提唱され、国土幹線鉄道は全て国営で営業されるべきであるとの理念のもとに立案された。だが、帝国議会両院はいずれも民営鉄道の株主であった華族・資本家・地主らによって構成されており、国土幹線鉄道の将来的な国有化の可能性を匂わせながらも実態は民営鉄道による予定線建設を容認する内容に法案修正された（これに憤慨した井上は鉄道庁長官を辞任して退官することになった）。だが、こうして建設された民営鉄道の多くは1906年（明治39年）の鉄道国有法によって国有化されることになった。
鉄道敷設法の特徴としては、今後全国に敷設すべき鉄道路線を33区間一括指定し、その中でも重要な9区間を今後12年以内に敷設する「第一期」路線とした。新路線の追加や「第一期」への繰上げは全て帝国議会の協賛による法改正が義務付けられた。次に建設費用は一般会計ではなく、鉄道公債によって得た資金をもって全て賄うことになった（第1次桂内閣で改正され、一般会計からの支出も認められる）。また、同法に記載された区間は国が将来的に公債を用いて買収する権利を留保することを条件に敷設が認められ、民営鉄道が「第一期」区間を建設した場合には他の区間の「第一期」繰上げが検討されることになっていた。
ただしこの時予定線とされた路線は大部分が幹線級の路線ばかりであり、地方路線がほとんど規定されていなかった。このために予定線の敷設がある程度進んだ段階で、地方路線をどうやって計画・建設するのかが問題となった。これに対し政府は法律の改正ではなく、1910年（明治43年）に施行された軽便鉄道法の解釈を拡大して国有鉄道に適用、「高規格である必要がなく地元に起業者がいないか将来的に有望な路線」に限って、国有の軽便鉄道として帝国議会の予算承認を得るだけで建設出来るようにする「軽便線」の制度を導入する。そしてこの制度によって長期にわたって予算枠を確保し、その中から地方路線の建設費を捻出することで、その欠をまかなったのである。
しかし鉄道省が発足した1920年（大正9年）には、鉄道敷設法に掲げられたほとんどの路線が完成してしまい、どのみちこのままの枠組みで鉄道建設を続けるわけにはいかなくなった。そこで鉄道敷設法単独で地方路線を全て建設出来るようにし、さらなる全国鉄道網の充実を図るため、地方路線をすべて予定線として入れ込んだ改正を行った。これにより、1922年（大正11年）4月11日に同名の鉄道敷設法（大正11年法律第37号）が制定され、旧法は廃止された。この大正11年法を当時は新法や新敷設法と呼んでいたが現在では改正鉄道敷設法という方が一般的である。
改正鉄道敷設法別表には、予定線として149路線が掲げられており、ローカル線（地方交通線）建設の根拠とされ、また鉄道先行路線として省営バスの法的根拠となった。別表には、順次52路線が追加されていったが、削除された路線が一つもなかったのは、その政治色の濃さを窺わせる。
1987年（昭和62年）4月1日、日本国有鉄道改革法等施行法が施行されたことにより、鉄道敷設法は鉄道国有法・地方鉄道法とともに廃止された。
また、鉄道先行バス路線も国鉄バスを引き継いだJRバス各社が乗車実績の芳しくない区間を廃止したり、民間バス会社に路線譲渡を行った結果、中途分断された路線がある。

## 予定鉄道線路
以下の鉄道敷設法・北海道鉄道敷設法で規定されている予定鉄道線路、改正鉄道敷設法別表において、「…」の後の記述は、対応する鉄道路線や国鉄バス路線の名称（対応する路線のない場合は相当する道路）や起点・終点の位置の説明などである。起点・終点および経路は建設にあたり変更されたものもあるので必ずしも一致しない。道路は経路の説明のためのもので予定地や廃線跡が転用されたものではない。

### 鉄道敷設法第2条で規定されている予定鉄道線路
中央線
一 神奈川県下八王子若ハ静岡県下御殿場ヨリ山梨県下甲府及長野県下諏訪ヲ経テ伊那郡若ハ西筑摩郡ヨリ愛知県下名古屋ニ至ル鉄道
… 中央本線
一 長野県下長野若ハ篠ノ井ヨリ松本ヲ経テ前項ノ線路ニ接続スル鉄道
… 篠ノ井線
一 山梨県下甲府ヨリ靜岡県下岩淵ニ至ル鉄道
… 身延線（富士身延鉄道）
一 岐阜県下岐阜若ハ長野県下松本ヨリ岐阜県下高山ヲ経テ富山県下富山ニ至ル鉄道
… 高山本線
北陸線
一 福井県下敦賀ヨリ石川県下金沢ヲ経テ富山県下富山ニ至ル鉄道及本線ヨリ分岐シテ石川県下七尾ニ至ル鉄道
… 北陸本線の一部（現ハピラインふくい線・IRいしかわ鉄道線・あいの風とやま鉄道線 区間含む）・七尾線（七尾鉄道）
北陸線及北越線ノ連絡線
一 富山県下富山ヨリ新潟県下直江津ニ至ル鉄道
… 北陸本線（現あいの風とやま鉄道線・えちごトキめき鉄道日本海ひすいライン）
北越線
一 新潟県下直江津又ハ群馬県下前橋若ハ長野県下豊野ヨリ新潟県下新潟及新発田ニ至ル鉄道
… 信越本線（現しなの鉄道線・しなの鉄道北しなの線・えちごトキめき鉄道妙高はねうまライン 区間含む。また、横川駅 - 軽井沢駅間は廃線になりJRバスに転換）・上越線
北越線及奥羽線ノ連絡線
一 新潟県下新発田ヨリ山形県下米沢ニ至ル鉄道若ハ新潟県下新津ヨリ福島県下若松ヲ経テ白河、本宮近傍ニ至ル鉄道
… 米坂線・磐越西線（岩越鉄道）
奥羽線
一 福島県下福島近傍ヨリ山形県下米沢及山形、秋田県下秋田青森県下弘前ヲ経テ青森ニ至ル鉄道及本線ヨリ分岐シテ山形県下酒田ニ至ル鉄道
… 奥羽本線・陸羽西線
一 宮城県下仙台ヨリ山形県下天童若ハ宮城県下石ノ巻ヨリ小牛田ヲ経テ山形県下舟形ニ至ル鉄道
… 仙山線・石巻線（仙北軽便鉄道）・陸羽東線
一 岩手県下黒沢尻若ハ花巻ヨリ秋田県下横手ニ至ル鉄道
… 北上線
一 岩手県下盛岡ヨリ宮古若ハ山田ニ至ル鉄道
… 山田線
総武線及常磐線
一 東京府下上野ヨリ千葉県下千葉、佐倉ヲ経テ銚子ニ至ル鉄道及本線ヨリ分岐シテ木更津ニ至ル鉄道
… 総武本線（総武鉄道）・内房線の一部
一 茨城県下水戸ヨリ福島県下平ヲ經テ宮城県下岩沼ニ至ル鉄道
… 常磐線の一部（日本鉄道）
近畿線
一 奈良県下奈良ヨリ三重県下上柘植ニ至ル鉄道
… 関西本線の一部（関西鉄道）
一 大阪府下大阪若ハ奈良県下上八木又ハ高田ヨリ五條ヲ経テ和歌山県下和歌山ニ至ル鉄道
… 関西本線の一部（関西鉄道）・和歌山線（南和鉄道・紀和鉄道→関西鉄道）
一 京都府下京都ヨリ五條ヲ経テ奈良県下奈良ニ至ル鉄道
… 奈良線（奈良鉄道→関西鉄道）
一 京都府下京都ヨリ舞鶴ニ至ル鉄道
… 山陰本線の一部（京都鉄道）・舞鶴線
山陽線
一 広島県下三原ヨリ山口県下赤間関ニ至ル鉄道
… 山陽本線の一部（山陽鉄道）
一 広島県下海田市ヨリ呉ニ至ル鉄道
… 呉線の一部
山陰線
一 京都府下舞鶴ヨリ兵庫県下豊岡、鳥取県下鳥取、島根県下松江、浜田ヲ経テ山口県下山口近傍ニ至ル鉄道
… 山陰本線および山口線の一部
山陰及山陽連絡線
一 兵庫県下姫路ヨリ生野若ハ笹山ヲ経テ京都府下舞鶴又ハ園部ニ至ル鉄道若ハ兵庫県下土山ヨリ京都府下福知山ヲ経テ舞鶴ニ至ル鉄道
… 播但線（播但鉄道→山陽鉄道）・加古川線（播丹鉄道）
一 兵庫県下姫路近傍ヨリ鳥取県鳥取ニ至ル鉄道又ハ岡山県下岡山ヨリ津山ヲ経テ鳥取県下米子及境ニ至ル鉄道若ハ岡山県下倉敷又ハ玉島ヨリ鳥取県境ニ至ル鉄道
… 山陰本線の一部・智頭線・因美線・津山線（中国鉄道）・伯備線・境線
一 広島県下広島ヨリ島根県下浜田ニ至ル鉄道
… 可部線の一部（大日本軌道広島支社→可部軌道→広島電気→広浜鉄道）・国鉄バス広浜線
四国線
一 香川県下琴平ヨリ高知県下高知ヲ経テ須崎ニ至ル鉄道
… 土讃線の一部
一 徳島県下徳島ヨリ前項ノ線路ニ接続スル鐵道
… 徳島線（徳島鉄道）
一 香川県下多度津ヨリ愛媛県下今治ヲ経テ松山ニ至ル鉄道
… 予讃線の一部
九州線
一 佐賀県下佐賀ヨリ長崎県下佐世保及長崎ニ至ル鉄道
… 長崎本線の一部・佐世保線・大村線（九州鉄道）
一 熊本県下熊本ヨリ三角ニ至ル鉄道及宇土ヨリ分岐シ八代ヲ経テ鹿児島県下鹿児島ニ至ル鉄道
… 三角線・肥薩線・鹿児島本線の一部（現肥薩おれんじ鉄道線 区間含む）
一 熊本県下熊本ヨリ大分県下大分ニ至ル鉄道
… 豊肥本線
一 福岡県下小倉ヨリ大分県下大分宮崎県下宮崎ヲ経テ鹿児島県下鹿児島ニ至ル鉄道
… 日豊本線（九州鉄道）
一 福岡県下飯塚ヨリ原田ニ至ル鉄道
… 筑豊本線の一部
一 福岡県下久留米ヨリ山鹿ヲ経テ熊本県下熊本ニ至ル鉄道
… 鹿児島本線の一部（九州鉄道）

### 北海道鉄道敷設法第2条で規定されている予定鉄道線路
一 石狩国旭川ヨリ十勝国十勝太及釧路国厚岸ヲ経テ北見国網走ニ至ル鉄道
… 富良野線・根室本線の大部分（北海道官設鉄道）・釧網本線。釧網本線は実際には厚岸ではなく東釧路駅で分岐となった。その後も標茶 - 厚岸間は菱川線構想として敷設運動が続いた。
一 十勝国利別（現池田町域）ヨリ北見国相ノ内（現北見市域）ニ釧路国厚岸ヨリ根室国根室ニ至ル鉄道
… 池北線・根室本線の一部。池北線は池田駅で分岐、利別駅は途中駅となる。また北見駅で分岐し、相ノ内駅（初代）は経由せず。
一 石狩国旭川ヨリ北見国宗谷ニ至ル鉄道
… 宗谷本線（北海道官設鉄道・一部）・天北線
一 石狩国雨竜原野ヨリ天塩国増毛ニ至ル鉄道
… 留萌本線
一 天塩国奈与呂ヨリ北見国網走ニ至ル鉄道
… 名寄本線・湧網線
一 後志国小樽ヨリ渡島国函館ニ至ル鉄道
… 函館本線の一部（北海道鉄道）